# Gmina Annopol
Die Gmina Annopol [anˈnɔpɔl] ist eine Stadt-und-Land-Gemeinde im Powiat Kraśnicki der Woiwodschaft Lublin in Polen. Ihr Sitz ist die gleichnamige Stadt mit etwa 2700 Einwohnern.

## Geographie
Die Gmina Annopol liegt ca. 60 km südwestlich von Lublin. Die Weichsel bildet die Westgrenze der Gemeinde. Bei Opoka Duża mündet die Sanna in die Weichsel.
Die Gemeinde hat eine Flächenausdehnung von 151,1 km². 71 % des Gemeindegebiets werden landwirtschaftlich genutzt, 19 % sind mit Wald bedeckt.

## Geschichte
Auf dem Gebiet der heutigen Gemeinde töteten deutsche Einheiten am 2. Februar 1944 917 Menschen und steckten die Dörfer in Brand.
Seit dem 1. Januar 1996 ist Annopol wieder eine Stadt, nachdem die Stadtrechte 1869 aberkannt wurden. Das Wappen und die Fahne von Annopol wurden am 28. Juni 2002 offiziell eingeführt.

### Wappen
Das Wappen der Gemeinde Annopol zeigt die sitzende Figur St. Anna. Sie trägt ein grünes Kleid, einen weißen Mantel, gelbe Pantoffeln und hat einen goldenen Heiligenschein um den Kopf. Ihre rechte Hand hat sie offen auf die Brust gelegt. Auf rotem Hintergrund befinden sich in Großbuchstaben heraldisch rechts von ihr ein silbriges S und auf der linken Seite im gleichen Stil der Buchstabe A.

### Fahne
Die Fahne der Kommune Annopol hat drei horizontale Streifen. Diese tragen von unten nach oben die Farben gelb, grün und weiß. Die beiden äußeren Streifen haben eine Höhe von je 2:5 zur Gesamthöhe der Fahne, während der Mittelstreifen eine Höhe von 1:5 aufweist.

## Gliederung

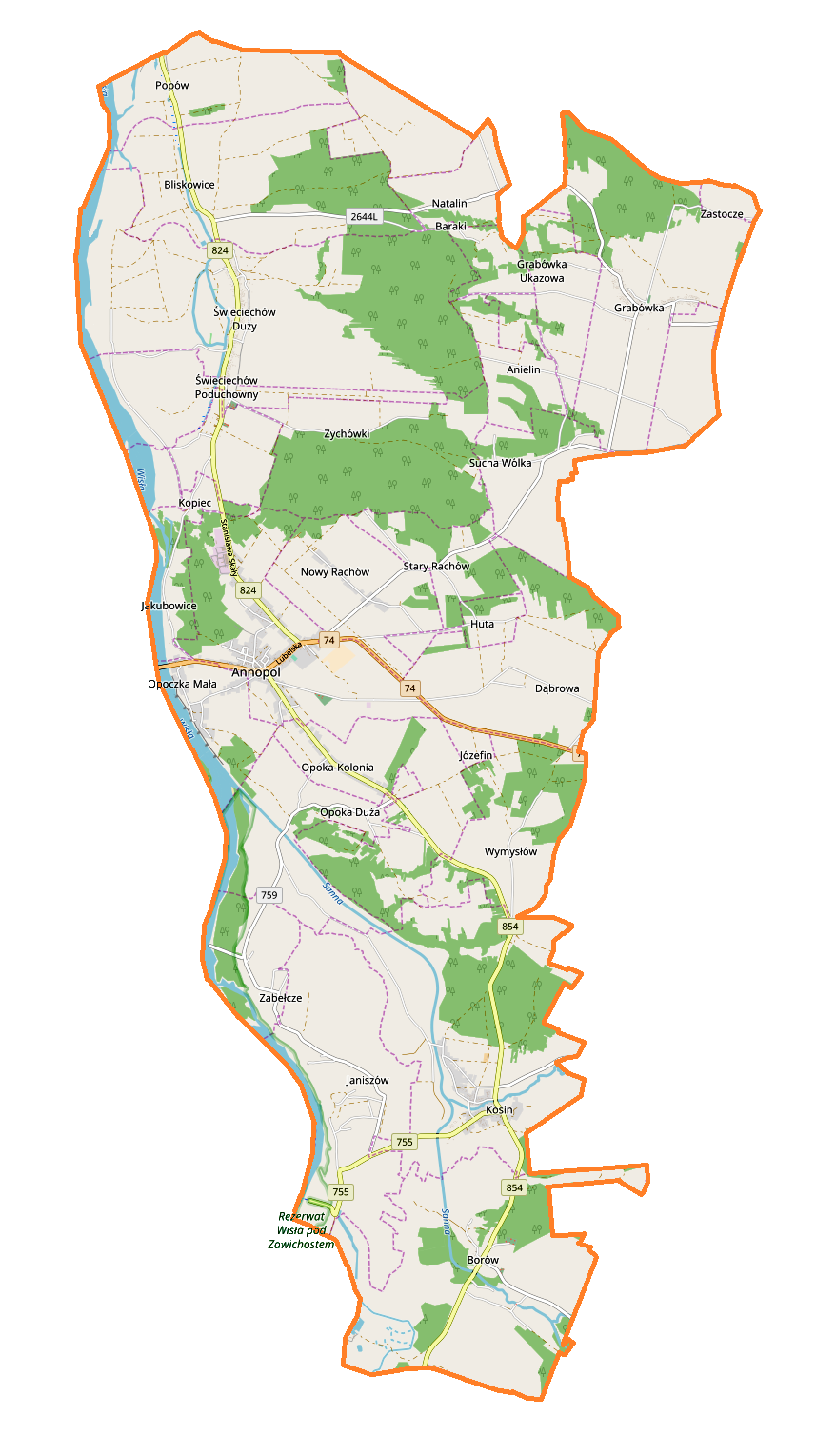
Karte des Gemeindegebiets

Die Stadt-und-Land-Gemeinde (gmina miejsko-wiejska) Annopol umfasst folgende Orte:
- Annopol
- Borów
- Dąbrowa
- Grabówka
- Janiszów
- Kosin
- Miłoszówka
- Natalin
- Nowy Rachów
- Opoka Duża
- Popów
- Rachów
- Stary Rachów
- Sucha Wólka
- Wymysłów
- Zabełcze
- Świeciechów Duży
- Świeciechów Poduchowny